# مینورو ایواکی
مینورو ایواکی (انگلیسی: Minoru Iwaki؛ زادهٔ ۱۱ اکتبر ۱۹۹۷) بازیکن فوتبال اهل ژاپن است.